# Melieria cana
Melieria cana är en tvåvingeart som först beskrevs av Friedrich Hermann Loew 1858.  Melieria cana ingår i släktet Melieria och familjen fläckflugor. Arten har ej påträffats i Sverige. Inga underarter finns listade i Catalogue of Life.